# سرریز ۴۰۸۵
سیارک ۴۰۸۵ (به انگلیسی: 4085 Weir، نامگذاری:1985JR) چهار هزار و هشتاد و پنجمین سیارک کشف شده‌است که در ۱۳ مه ۱۹۸۵ کشف شد.
قدر مطلق سیارک برابر ۱۲٫۳۰ است.